# Distretto di Laocheng
Il distretto di Laocheng (老城区S, Lǎochéng QūP) è un distretto della Cina, situato nella provincia di Henan e amministrato dalla prefettura di Luoyang.